# Придорожный (Красноярский край)
Придорожный — посёлок в Емельяновском районе Красноярского края. Входит в Шуваевский сельсовет.

## История
В 1976 г. Указом Президиума ВС РСФСР поселок подсобного хозяйства хлебозавода переименован в Придорожный.

## Население
| 2010 |
| ---- |
| 148  |